# Леонов Сергій В'ячеславович
Сергій В'ячеславович Леонов (Лєонов) (нар. 12 грудня 1976, м. Ромни Сумської області Української РСР) — український вчений, економіст, доктор економічних наук (2010), професор (2012).

## Життєпис
Сергій Леонов народився 1976 року в Ромнах на Сумщині.
У 1999 році він закінчив Сумський державний університет. З 2001 року (з перервою — у 2004—2005 роках — у СумДУ) працював в Українській академії банківської справи Національного банку України (нині — Сумський державний університет у Сумах. У 2010 році був призначений на посаду завідувача кафедри фінансів, а у 2013 році перейшов на посаду проректора, залишившись професором на цій же кафедрі СумДУ.

## Наукова діяльність
Сергій Леонов у 2003 році здобув науковий ступінь кандидата економічних наук за спеціальністю «Економічні науки» (08.02.02). Він захистив дисертацію «Управління науково-технічним прогресом на основі створення системи показників термінів служби техніки» в Інституті проблем ринку та економіко-екологічних досліджень в Одесі.
Через сім років вчений став доктором економічних наук за спеціальністю 08.00.08 «Гроші, фінанси і кредит», захистивши дисертацію
«Інвестиційний потенціал банківської системи: методологія формування та використання» в Українській академії банківської справи НБУ в м. Суми.

### Сфера наукових досліджень
- банківська справа,
- інвестування,
- відтворювальні процеси в економіці,
- ризик-менеджмент,
- інноваційна та інвестиційна діяльність.

### Наукові праці
- World financial crisis: causes, consequences, ways of overcoming. Sumy, 2009 (співавт.);
- Інвестиційний потенціал банківської системи України. С., 2009;
- Розвиток методичних підходів до формалізації структури вітчизняного фінансового ринку // Вісник Ун-ту банків. справи НБУ. С., 2010. № 2(8);
- Assessment of Proximity Indirect Taxation in Ukraine and the Member States of the European Union // Studies of Socio-Economics and Humanities. 2012. Vol. 2 (співавт.).

## Політична діяльність
Кандидатура Сергія Леонова 16 жовтня 2019 року була внесена Президентом України Володимиром Зеленським до Кабінету Міністрів України на посаду голови Сумської обласної адміністрації. Про це на своїй сторінці у Фейсбуці повідомив народний депутат Олексій Гончаренко.

## Родина
Дружиною Сергія Леонова є Тетяна Васильєва — донька ректора Сумського державного університету Анатолія Васильєва.